# Nothing Broken but My Heart
Nothing Broken but My Heart è un brano della cantante canadese Céline Dion registrato per il suo secondo album in lingua inglese, Celine Dion (1992). La canzone è stata pubblicata come terzo singolo in Canada, negli Stati Uniti e in Giappone nel mese di agosto del 1992, e come quarto singolo in Australia nel gennaio 1993.
Nothing Broken but My Heart è un brano scritto da Diane Warren e prodotto da Walter Afanasieff.
Il singolo ha riscosso successo in Nord America, raggiungendo la posizione numero 1 delle classifiche Adult Contemporary sia in Canada che negli Stati Uniti.

## Videoclip musicale e successo commerciale
Il videoclip musicale del singolo è stato realizzato sulla base della versione radiofonica, in quanto la traccia originale dura quasi sei minuti. Il videoclip fu rilasciato in contemporanea con il lancio del brano e dispone di attori che recitano nei panni Romeo e Giulietta, diretti da Lyne Charlebois.
Nothing Broken but My Heart è stato il secondo singolo della Dion a raggiungere la posizione numero uno della Billboard Hot Adult Contemporary Tracks. La canzone ha raggiunto la prima posizione della classifica adult contemporary anche in Canada. Per quanto riguarda la classifica generale dei singoli più venduti, il singolo ha raggiunto la numero 29 negli Stati Uniti e la numero 3 in Canada.
Nel 1994, il brano ottenne un ASCAP Pop Award come Canzone più eseguita negli Stati Uniti.
Nothing Broken but My Heart fu registrata anche dall'artista R&B Tracie Spencer per il suo album del 1999 Tracie.

## Formati e tracce
CD Singolo (Australia; Giappone) (Epic: 658146 2; Epic: ESDA 7104)
1. Nothing Broken but My Heart – 4:14 (Diane Warren)
2. Unison – 4:05 (testo: Bruce Roberts – musica: Andy Goldmark)

CD Singolo Promo (Stati Uniti) (Epic: ESK 74336)
1. Nothing Broken but My Heart – 4:11 (Warren)

LP Singolo 7" (Filippine) (Epic: QEL 45-20252)
1. Nothing Broken but My Heart – 4:33 (Warren)
2. I Feel Too Much – 4:09 (testo: Eric Pressly – musica: Tom Keane)

LP Singolo 7" (Stati Uniti) (Epic: 34-74336)
1. Nothing Broken but My Heart – 4:12 (Warren)
2. Unison – 4:04 (testo: Roberts – musica: Goldmark)

MC Singolo (Stati Uniti) (Epic: 34T 74336)
1. Nothing Broken but My Heart (Radio Edit) – 4:12 (Warren)
2. Unison – 4:05 (testo: Roberts – musica: Goldmark)

## Classifiche

### Classifiche settimanali
| Classifica (1992-1992)                                | Posizione massima raggiunta |
| ----------------------------------------------------- | --------------------------- |
| Canada (RPM 100 Hit Tracks)                           | 3                           |
| Canada (RPM Adult Contemporary Tracks)                | 1                           |
| Stati Uniti (Billboard Hot 100)                       | 29                          |
| Stati Uniti (Billboard Hot Adult Contemporary Tracks) | 1                           |
| Stati Uniti (Billboard Mainstream Top 40)             | 26                          |

### Classifiche di fine anno
| Classifica (1992)                                     | Posizione |
| ----------------------------------------------------- | --------- |
| Canada (RPM 100 Adult Contemporary tracks of 1992)    | 2         |
| Stati Uniti (Billboard Hot Adult Contemporary Tracks) | 23        |

## Cronologia di rilascio
| Paese       | Data            | Formato      |
| ----------- | --------------- | ------------ |
| Australia   | 25 gennaio 1993 | CD           |
| Filippine   | 1992            | Vinile ("7)  |
| Giappone    | 14 luglio 1992  | CD           |
| Stati Uniti | 1992            | Vinile ("7)  |
| Stati Uniti | luglio 1992     | Musicassetta |

## Crediti e personale
Registrazione
- Registrato a Right Track Recording di New York City

- Mixato ai Plant Recording Studios di Sausalito (CA)

Personale
- Arrangiato da - Walter Afanasieff
- Batteria - Walter Afanasieff
- Chitarra - Michael Landau
- Cori - Gary Cirimelli
- Ingegnere del suono - Dana Jon Chapelle
- Mixato da - Dan Jon Chapelle
- Musica di - Diane Warren
- Produttore - Walter Afanasieff
- Programmato da - Walter Afanasieff, Gary Cirimelli, Ren Klyce, Dan Shea
- Tastiere - Walter Afanasieff
- Tastiere di (aggiuntivo) - Dan Shea
- Testi di - Diane Warren